# Biflustra puelcha
Biflustra puelcha is een mosdiertjessoort uit de familie van de Membraniporidae. De wetenschappelijke naam van de soort is, als Flustra puelcha, voor het eerst geldig gepubliceerd in 1842 door d'Orbigny.